# Балуан-Шолацький сільський округ
Балуа́н-Шола́цький сільський округ (каз. Балуан Шолақ ауылдық округі, рос. Балуан-Шолакский сельский округ) — адміністративна одиниця у складі Шуського району Жамбильської області Казахстану. Адміністративний центр — село імені Балуана Шолака.
Населення — 1734 особи (2021; 1807 у 2009, 2100 у 1999, 2467 у 1989).
Станом на 1989 рік існувала Кенеська сільська рада (село Актобе), з 1993 року Дулатський сільський округ. 1997 року до складу округу був включений Андрієвський сільський округ, однак 2001 року округи були розділені, при цьому колишній Дулатський сільський округ отримав назву Балуан-Шолацького, а колишній Андрієвський сільський округ став Дулатським. 2015 року до складу округу було включене село Жиделі Хантауського сільського округу Мойинкумського району та територія площею 5 км².

## Склад
До складу округу входять такі населені пункти:
| Населений пункт            | Старі назви | Населення, осіб (1989) | Населення, осіб (1999) | Населення, осіб (2009) | Населення, осіб (2021) |
| -------------------------- | ----------- | ---------------------- | ---------------------- | ---------------------- | ---------------------- |
| Жиделі, село               | -           | 152                    | 236                    | 217                    | 131                    |
| імені Балуана Шолака, село | Актобе      | 2315                   | 1864                   | 1590                   | 1603                   |